# Муламбва Сантулу
Муламбва Сантулу (*д/н — бл. 1830) — літунга (володар) держави Бароце в 1812—1830 роках.

## Життєпис
Походив з династії Ньямбе. Син літунги Мванавіни I та Мбуйвани. Був призначений очільником вождіства Лілунду в західних володіннях.
Близько 1812 року після смерті батька виступив проти старшого брата Мвананьянди Лівале, що був оголошений літунгою. Того ж року переміг того, а потім його сина мвананг'оно. Потім придушив заколот іншого брата — Кусійо.
Зміцнив владу над усіма підлеглими племенами, розпочавши перетворення крихкого союзу на більш міцне державне утворення. Домігся остаточної незалежності від імперії Лунда, де почалася криза.
Муламбва Сантулу заснував свою столицю в Намусо. Намагався сприяти переходу племен до осілогос пособу життя, підтримуючи землеробство, розведення свійських тварин, садівництво. Наказав закласти численні фруктові сади. відомо, що цей літунга проголосив закони про власність та шлюб.
Помер Муламбва Сантулу близько 1830 року. Йому спадкував син Сілумелуме.